# УНИКС
УНИКС е руски баскетболен клуб от град Казан, основан през 1991 г. Името е абвериатура от „Университет – Култура – Спорт“. Състезава се в Обединена ВТБ Лига и Еврокъп.

## История
Тимът е създаден през 1991 г. Започва участието си в Първа лига и през 1997 г. се класира за Суперлигата. Тимът 4 пъти е финалист в Суперлигата (2001, 2002, 2004, 2007), а през сезон 2002/03 печели Купата на Русия. Същият сезон е спечелен регионалният турнир Северноевропейска баскетболна лига. През сезон 2003/04 тимът печели Еврочалъндж, след което играе три сезона в Купата на УЛЕБ и през 2006/07 достига полуфиналите на турнира.
През сезон 2010/11 УНИКС печели редовния сезон на руската Професионална баскетболна лига, обаче в плейофа остава на трета позиция. Същият сезон казанци триумфират в Еврокъп под ръководството на литовския треньор Валдемарас Хомичюс. В отбора блестят имена като Кели Макарти, Захар Пашутин и Марко Попович. На следващия сезон тимът за първи път участва в Евролигата и достига 1/4-финал, което е най-доброто им постижение в турнира. УНИКС отново е близо до спечелване на втория по сила клубен турнир в Европа Еврокъп през сезон 2013/14, но губи от Валенсия. Все пак наставникът Андреа Тринкиери е избран за треньор на годината в надпреварата, а Андрю Гудлок е MVP в Еврокъп.
През сезон 2015/16 е достигнат финала в Обединена ВТБ Лига, загубен от ПБК ЦСКА Москва. През сезон 2020/21 отново е достигнат финал в Еврокъп, след като в полуфиналите руският клуб отстранява Виртус Болоня.

## Успехи
- Купа на Русия(3) – 2002/2003, 2008/2009, 2013/2014
- Северноевропейска баскетболна лига(1) – 2002/03
- Евро Къп(1) – 2010/11
- Еврочалъндж (1)– 2003/04
- ВТБ Лига (1)- 2022/2023

## Известни баскетболисти
- Захар Пашутин
- Евгений Пашутин
- Алексей Саврасенко
- Марко Попович
- Дариуш Лавринович
- Никос Зизис
- Костас Каймакоглу
- / Кели Макарти
- Андрю Гудлок
- Кийт Лангфорд
- Айзея Кенън